# 부시 브레드

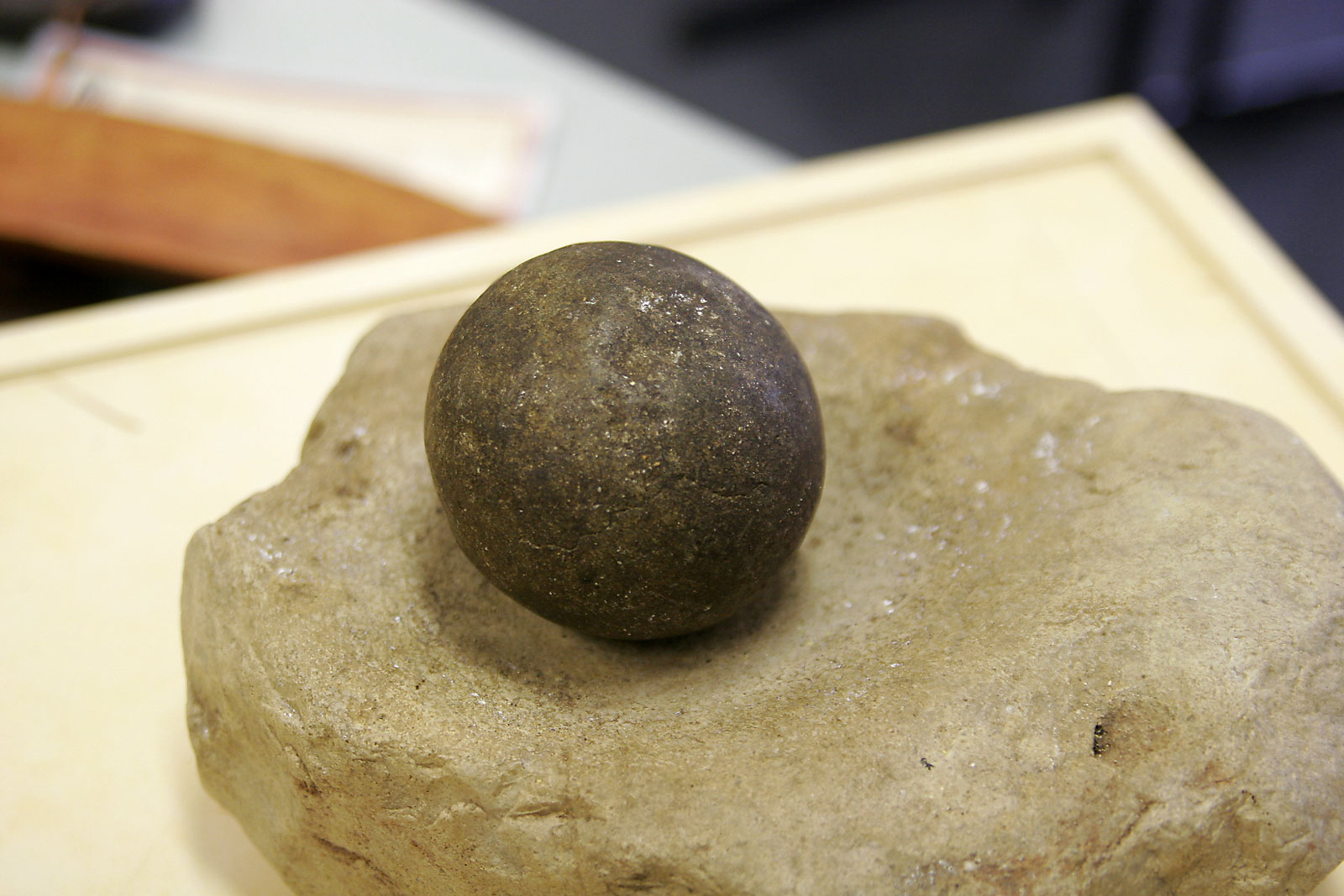
오스트레일리아 토착민들이 빵을 만들 때에 사용했던 맷돌

부시브레드(영어: bush bread) 또는 시드케이크(영어: seedcake)은 오스트레일리아 토착민들이 수천년 동안 전통적으로 만들어온 빵이다. 이 빵은 단백질과 탄수화물이 풍부하여 영양적으로 균형 잡힌 전통 식단을 이루는데 도움을 주었다.
유럽인들이 도래하여 가공된 밀가루를 소개한 이후로 부시브레드를 만드는 전통은 거의 사라졌다. (다만, 1970년대까지 중부 오스트레일리아에서 시드케이크를 만들었다는 기록이 있다.) 타고있는 석탄(숯) 위에서 빵을 굽는 전통은 지금까지 이어지고 있다.
빵을 만드는 작업은 여성의 몫이었다. 이런 과정은 노동 집약적인 특성 때문에, 일반적으로 여러 여성이 동시에 참여하였다. 제철 곡물, 콩, 뿌리, 견과류를 채취한 후 가루로 만들어서 반죽하거나 (이러한 과정 없이) 바로 반죽한다.

## 같이 보기
- 부시 음식 (en:Bushfood)